# Ernesto Maguengue
Ernesto Maguengue (Chidenguele, 2 de agosto de 1964) é um prelado moçambicano da Igreja Católica, atual bispo de Inhambane.

## Biografia
Foi ordenado padre em 14 de maio de 1989 pelo cardeal Dom Alexandre José Maria dos Santos, O.F.M., arcebispo de Maputo, onde foi incardinado. Foi administrador paroquial, diretor do Secretariado para a Pastoral da Arquidiocese e docente no Seminário Filosófico de 1989 a 1992, quando foi estudar na Pontifícia Universidade Gregoriana de Roma, onde obteve o doutoramento em teologia em 1998. Em 1999 foi nomeado vice-reitor do Seminário Teológico Interdiocesano "São Pio X", do qual se tornou reitor em 2000. Lecionou também no Seminário Filosófico Santo Agostinho e no Instituto Superior "Mãe da África".
Em 24 de junho de 2004, foi nomeado pelo Papa João Paulo II como bispo de Pemba, sendo consagrado em 24 de outubro de 2004, no Pavilhão de Maxaquene, em Maputo, pelo cardeal Dom Alexandre José Maria dos Santos, O.F.M., arcebispo emérito de Maputo, coadjuvado por Dom Francisco Chimoio, O.F.M. Cap., arcebispo de Maputo e por Dom Júlio Duarte Langa, bispo emérito de Xai-Xai.
Durante a sua administração pastoral, enfrentou diversos problemas, entre os quais a morte de quatro jovens sacerdotes, de forma consecutiva, vitimados por doenças, além do clima de tensão, murmurações e acusações até públicas contra a sua pessoa e o seu ministério de bispo. Em fevereiro de 2011, foi recebido em audiência pelo prefeito da Congregação para a Evangelização dos Povos, Ivan Dias e em outubro do mesmo ano, recebeu o visitador apostólico Dom Gabriel Mbilingi, C.S.Sp.. A fim de evitar maiores problemas na Diocese, apresentou sua renúncia ao Papa Bento XVI em 27 de outubro de 2012, conforme o cânon 401 § 2.
Em 6 de agosto de 2014, o Papa Francisco o nomeou como bispo auxiliar de Nampula, atribuindo-lhe a sé titular de Furnos Menor.
Foi nomeado como administrador apostólico sede vacante et ad nutum Sanctae Sedis de Nampula com a renúncia do arcebispo Dom Tomé Makhweliha, S.C.J. Permaneceu até 11 de abril de 2017, quando Inácio Saúre, I.M.C. foi nomeado para a arquidiocese.
Em 4 de abril de 2022, foi nomeado pelo Papa Francisco como bispo de Inhambane.